# Zelman Cowen

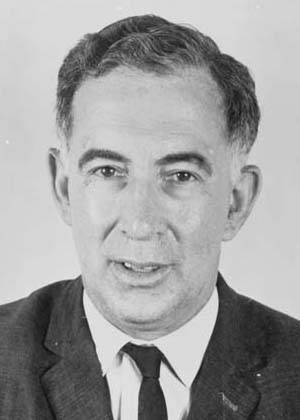
Zelman Cowen, 1968

Sir Zelman Cowen AK, GCMG, GCVO, KStJ, QC (* 7. Oktober 1919 in Melbourne; † 8. Dezember 2011 in Toorak, Victoria) war ein australischer Rechtswissenschaftler, Politiker und von 1977 bis 1982 Generalgouverneur Australiens.

## Biografie

### Studium und berufliche Laufbahn als Rechtsprofessor
Nach dem Schulbesuch begann er 1936 ein Studium der Künste und Rechtswissenschaften an der University of Melbourne, in dessen Verlauf er 1941 einen Preis des Obersten Gerichtshofes bekam. Nach Ausbruch des Zweiten Weltkrieges musste er das Studium jedoch unterbrechen, um zwischen 1941 und 1945 als Soldat im Nachrichtendienst der Royal Australian Navy zu dienen. Zunächst war er während des japanischen Luftangriffs auf Darwin im Februar 1942 in Darwin stationiert, ehe er später als Unterleutnant im Stab von General Douglas MacArthur in Brisbane tätig war.
Nach dem Ende des Zweiten Weltkrieges erhielt er ein Rhodes-Stipendium, das ihm bereits 1940 zuerkannt wurde und die Fortsetzung seines Studiums am New College (Oxford) ermöglichte, welches er 1947 mit einem Bachelor of Civil Law (B.C.L.) abschloss. Im Anschluss daran war er von 1947 bis 1950 als Gastdozent (Fellow) am Oriel College der Universität Oxford und zugleich auch Rechtsberater der Britischen Regierung in Deutschland tätig.
Nach seiner Rückkehr nach Australien war er von 1951 bis 1966 Professor für Öffentliches Recht sowie Dekan der Juristischen Fakultät der University of Melbourne. Während dieser Zeit war er darüber hinaus auch Gastprofessor an mehreren US-amerikanischen Universitäten, wie der University of Chicago, der University of Illinois und der University of Washington. Außerdem war er Berater des britischen Kolonialministeriums (Colonial Office) in Verfassungsfragen sowie Rechtsberater der Regierungen in Ghana und Hongkong.
1966 erfolgte seine Ernennung zum Vizekanzler der University of New England in Armidale, ehe er im Anschluss daran von 1970 bis 1977 Vizekanzler der University of Queensland in Brisbane war. Zu dieser Zeit wurde er als einer der führenden Verfassungsrechtler der englischsprachigen Welt angesehen. Als Vizekanzler sah er sich mit Studentenprotesten wegen des Vietnamkrieges an der University of Queensland konfrontiert, denen er jedoch mit diplomatischem Geschick begegnete. Des Weiteren war er Inhaber einer Tagore-Professur der Rechtswissenschaften an der University of Calcutta. 1969 wurde er auch Vorstandsmitglied der Hebräischen Universität Jerusalem. Zuletzt war er auch von 1976 bis 1977 Bundeskommissar für Gesetzesreformen (Law Reform Commissioner of the Commonwealth of Australia).

### Generalgouverneur von Australien
Nach dem vorzeitigen Rücktritt von Sir John Robert Kerr wurde ihm durch Premierminister Malcolm Fraser das Amt des Generalgouverneurs von Australien angeboten. Nach seiner Ernennung durch Königin Elisabeth II. trat er das Amt des 19. Generalgouverneurs offiziell nach seiner Vereidigung am 8. Dezember 1977 an.
Seine Wahl wurde von vielen als perfekt angesehen. Zum einen war er ein verdienter Australier mit internationalem Ansehen, dessen beruflichen Kenntnisse unzweifelhaft waren. Zum anderen waren seine politischen Ansichten unbekannt, da er sich zuvor nie um öffentliche Ämter beworben hatte. Die Tatsache, dass er jüdischen Glaubens war, gab seiner Ernennung zum anderen einen multikulturellen Aspekt in der Behandlung der damaligen australischen Stimmung.
Während seiner bis zum 29. Juli 1982 dauernden Amtszeit gelang ihm nach der zuletzt heftig kritisierten Amtszeit Kerrs die Wiederherstellung der Würde und des Respekts des Generalgouverneuramtes. Zugleich gab es in seiner Amtszeit, in der ausschließlich Fraser Premierminister war, keinerlei besondere Streitigkeiten zu verfassungsrechtlichen Fragen. Nachfolger im Amt des Generalgouverneurs wurde der bisherige Richter am Obersten Gericht Sir Ninian Stephen.

### Spätere Ämter und Familie
Nach seinem Ausscheiden aus dem Amt des Generalgouverneurs war er von 1982 bis 1990 Provost des Oriel College, deren Pro-Vizekanzler er zusätzlich von 1988 bis 1990 war. Darüber hinaus war Sir Zelman Cowen zwischen 1983 und 1988 Vorsitzender des Britischen Presserates.
Nach seiner Rückkehr nach Australien engagierte er sich in der jüdischen Gemeinde von Melbourne und war letztlich einer der bedeutendsten Vertreter jüdischen Lebens in Australien. Als solcher setzte er sich aber auch für eine Verständigung zwischen Christentum und Judentum ein, insbesondere als Mitglied des Rates der Christen und Juden (Australian Council of Christians and Jews), deren Patronat er 2004 angehörte. Daneben war er fünf Jahre Mitglied des Aufsichtsrates des Zeitungsverlages John Fairfax Holdings, wovon er drei Jahre Vorsitzender war. Außerdem war er Vorsitzender (Patron) des St. Kilda Football Club.
Während der 1999 geführten Debatte um das Referendum zur Gründung einer Republik Australien nahm er eine gemäßigte republikanische Haltung ein.
Sein Sohn, Rabbiner Shimon Cowen, ist Direktor des Institutes für Judentum und Zivilisation in Melbourne.

### Tod
Zelman Cowen starb am 8. Dezember 2011, auf den Tag genau 34 Jahre nach seiner Amtseinführung als australischer Generalgouverneur.

### Ehrungen
1965 wurde Cowen in die American Academy of Arts and Sciences gewählt. Er wurde 1976 zum Knight Bachelor geschlagen und durfte fortan den Namenszusatz „Sir“ führen. Nach seiner Ernennung zum Generalgouverneur wurde ihm 1977 der Titel eines Knight Commander des Order of St. Michael and St. George (KCMG) sowie eines Knight des Order of Australia (AK) verliehen. Beim Staatsbesuch der Königin in Australien 1980 wurde er darüber hinaus zum Knight Grand Cross des Royal Victorian Order erhoben. Außerdem wurde er 1981 in das Privy Council berufen, ein politisches Beratungsgremium von Queen Elizabeth II.
Schließlich stiftete das Königliche Architekturinstituts (Royal Australian Institute of Architects) 1981 den Zelman Cowen Award for Public Buildings, der heute der angesehenste Architekturpreis für den Bau öffentlicher Gebäude ist. Daneben wurde an der University of Sydney die Sir Zelman Cowen Universitätsstiftung und an der Victoria University das Sir Zelman Cowen Centre gegründet.

### Veröffentlichungen
Sir Zelman Cowen war außerdem zeitlebens als Verfasser von rechtswissenschaftlichen, aber auch historischen Werken wie einer Biografie über Sir Isaac Isaacs, den ersten in Australien und zugleich ersten jüdischen Generalgouverneur, tätig. Zu seinen bedeutendsten Veröffentlichungen zählen:
- Fair Trial Vs. A Free Press. 1965.
- The British Commonwealth Of Nations in a changing world: Law, Politics and Prospects. 1965.
- Isaac Isaacs. 1967.
- Federal Jurisdiction in Australia. 1978, ISBN 0-19-550054-7.
- A Public Life: Memoirs of Zelman Cowen. 2006, ISBN 0-522-85270-X.